# Nomada suavis
Nomada suavis är en biart som beskrevs av Cresson 1878. Nomada suavis ingår i släktet gökbin, och familjen långtungebin. Inga underarter finns listade i Catalogue of Life.